# Parco nazionale del Lomami
Il parco nazionale del Lomami è un parco nazionale della Repubblica Democratica del Congo in Africa centrale. Situato al centro del bacino del fiume Lomami, si trova a cavallo delle province di Tshopo e Maniema con una leggera sovrapposizione nelle foreste dei bacini fluviali dei fiumi Tshuapa e Lualaba. Il Parco Nazionale è stato dichiarato ufficialmente il 7 luglio 2016. Si tratta del nono parco nazionale del paese e del primo ad essere creato a partire dal 1992.
Il parco ha una superficie di 8.879 km² (887.900 ettari) di foresta pluviale tropicale di pianura con isole di savana nel sud e colline ad ovest. Ospita numerose  specie endemiche, a livello nazionale, tra Bonobo, Okapi, Afropavo congensis e una specie di primati di recente scoperta chiamata Cercopithecus lomamiensis, oltre al raro Cercopithecus dryas conosciuto localmente come Inoko. Una popolazione importante di elefante della foresta africana è ancora protetta, nella parte settentrionale del parco.

## Storia
L'areale sud-orientale del bonobo (una scimmia antropomorfa endemica del Congo sulla riva sinistra del fiume Congo), rimase non studiato fino al 2007. Dal satellite l'area appare di circa 40.000 km² di foresta pluviale non esplorata, senza strade, abitazioni umane o radure agricole. Lavorando in collaborazione con la Lukuru Foundation, John e Terese Hart, una coppia coinvolta nella tutela della foresta del Congo dai primi anni 1980, lanciò una canoa nel fiume Lomami, nell'aprile 2007. A bordo diverse squadre pronte ad inventariare l'area a piedi nei successivi tre anni. Essi battezzarono l'area Tshuapa–Lomami–Lualaba Conservation Landscape (TL2) dai tre fiumi Tshuapa, Lomami e Lualaba, che scorrono nella foresta. Trovarono gran parte delle zone esterne depauperate di grandi animali a causa del commercio della carne di animali selvatici, ma un ricco nucleo è rimasto. Anche questa zona è minacciata dai cacciatori, molti provenienti da lontano - anche da altre Province - per fornire i mercati delle principali città di Kisangani e Kindu di carne di animali selvatici.
Dopo le indagini di ricognizione, in stretta collaborazione con le autorità tradizionali e le amministrazioni locali, la squadra Lukuru si è focalizzata sulle aree che ancora contenevano una fauna varia e abbondante. Nel primo anno è stata rinvenuta una scimmia che si è verificato successivamente essere nuova per la scienza, il Cercopithecus lomamiensis. Essi riscontrarono che il parco era popolato da altre specie endemiche e non indagate come Okapi, Afropavo congensis, elefante della foresta africana e significative popolazioni di primati non umani compreso il raro Cercopithecus dryas ed altri interessanti fenotipi di specie conosciute. Tutti questi risultati hanno mostrato un livello eccezionalmente ricco e interessante dei margini orientali del bacino della foresta del fiume Congo.
Con incontri nei centri dei villaggi e municipi, con le missioni di sensibilizzazione guidate da ministri, capi e deputati, prese il via un processo per creare un parco nazionale. Dal 2010 fino al 2012, legittimate attraverso cerimonie Tambiko in cui sono stati consultati gli antenati, i villaggi circostanti definirono i limiti del parco nazionale. Entro il 2013 i governatori di entrambi i parchi provinciali Maniema e Tshopo (orientali, al momento) dichiararono illegale per tutti la caccia all'interno dei parchi.
Il 7 luglio 2016, dopo circa un decennio di lavoro collaborativo, il governo del Congo decretò ufficialmente la creazione del parco nazionale del Lomami.

## Geografia

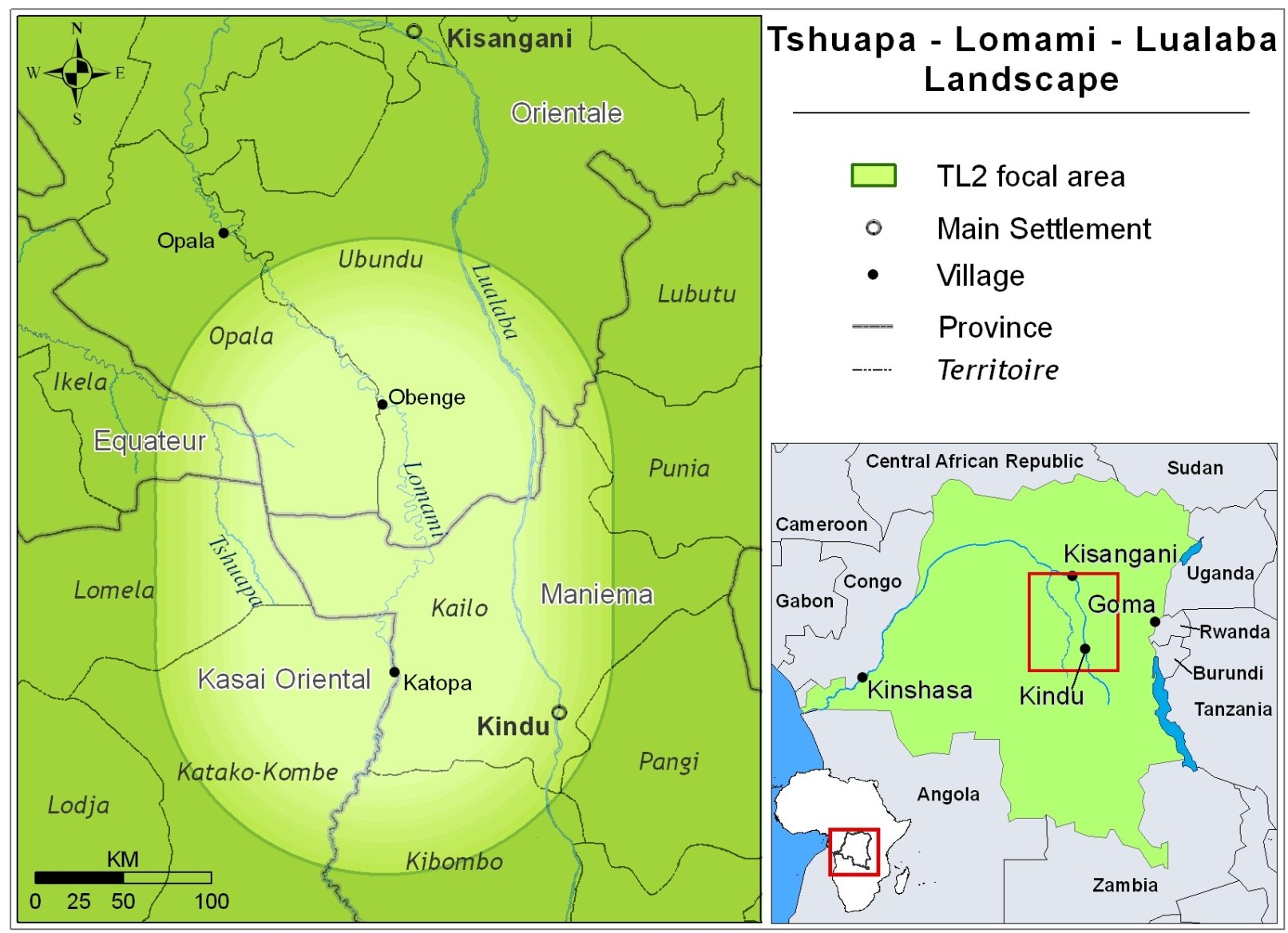
Dettaglio dell'area del parco

Il parco nazionale del Lomami si trova su due province: Tshopo e Maniema. Si trova a sud di Kisangani, la capitale della provincia di Tshopo e a nord-ovest di Kindu, la capitale della provincia di Maniema.
Il fiume Lomami segna il confine occidentale al limite meridionale del parco e scorre attraverso il centro della parte settentrionale del parco. Questo fiume - come barriera biogeografica - ha influenzato l'evoluzione della fauna selvatica nella regione. Altri due fiumi, Tshuapa e Lualaba, definiscono i limiti generali est-ovest dell'area Tshuapa-Lomami-Lualaba.
Delle savane idromorfe emergono dalla foresta nella parte più meridionale della Tshuapa-Lomami-Lualaba, mentre la copertura forestale è più coerente, nel nord, anche se varia da foresta di collina a bassa elevazione a foresta di montagna e stagionalmente bosco e foresta fluviale.

### Popolazione locale
Le persone che vivono nella zona cuscinetto del Parco Nazionale del Lomami appartengono principalmente a sette gruppi etnici differenti: Lengola, Mbole, Mituku, Langa, Tetela, Ngengele e Arabisé. In circa 100 piccoli villaggi vivono principalmente di agricoltura, caccia e pesca.

## Biodiversità
Le prime esplorazioni, all'inizio del 2007, hanno verificato che la distribuzione meridionale del bonobo si trovava sulla riva orientale del Lomami. Questi bonobo dimostrarono di essere geneticamente distinti da altre popolazioni bonobo, avendo il Lomami come una probabile barriera geografica.
Altre popolazioni importanti di animali rari o  in via di estinzione sono stati trovati in varie parti del parco.
Rimangono circa 500 elefanti africani della foresta nella zona nord del parco. Esso è stato cacciato fino all'estinzione locale nel sud del parco. Anche nel Nord, l'Okapi, una giraffa della foresta pluviale congolese si trova solo sulla riva occidentale del Lomami. Questa scoperta solleva questioni circa la gamma storica della specie in quanto l'Okapi è nota anche sulla riva orientale del Lualaba ma non tra il Lomami e il Lualaba.
Nel sud, la scimmia dryas è finora (2016) nota solo nella provincia di Maniema e sulla riva destra del fiume Lomami. Prima della sua scoperta, si pensava che la specie fosse limitata ad una piccola area della provincia dell'Equatore, 400 km a nord-ovest.
Significativi agglomerati di pappagallo cenerino (Psittacus erithacus), una specie molto ambita dalla caccia illegale, vive all'interno e nei dintorni del parco assieme al pavone del Congo (Afropavo congensis). 
Il Parco Nazionale del Lomami si caratterizza per le numerose specie di scimmie presenti nel suo territorio, tra le quali si possono citare:
- il bonobo (Pan paniscus)
- il colobo rosso di Thollon (Piliocolobus tholloni)
- il colobo rosso del Lomami (Piliocolobus parmentieri)
- il colobo dell'Angola (Colobus angolensis angolensis)
- il cercocebo dal ciuffo (Lophocebus aterrimus aterrimus)
- il cercopiteco nasobianco del Congo, presente con due sottospecie:
  - Cercopithecus ascanius katangae
  - Cercopithecus ascanius whitesidei
- il cercopiteco di Brazzà (Cercopithecus neglectus)
- il cercopiteco dal diadema (Cercopithecus mitis heymansi)
- il cercopiteco coronato di Wolf, presente con due sottospecie:
  - Cercopithecus wolfi wolfi
  - Cercopithecus wolfi elegans
- il lesula (Cercopithecus lomamiensis)
- il cercopiteco dryas (Cercopithecus dryas)

## Minacce
La maggiore minaccia alla fauna del parco proviene dal commercio della carne della selavaggina. La Lukuru Foundation ha scoperto che l'origine della pressione venatoria non è solo proveniente dalle comunità locali, poiché molti cacciatori sono provenienti da altre regioni e, soprattutto, il commercio è guidato da una forte domanda proveniente dai mercati urbani e dai commercianti che giungono ai villaggi in bicicletta e moto per contrattare direttamente in loco. Un monitoraggio della Lukuru Foundation ha rivelato che circa l'85% di tutta la carne di animali selvatici proveniente dal Tshuapa-Lomami-Lualaba viene trasportata al capoluogo di provincia, Kindu.
Il bracconaggio di elefanti rappresenta un altro pericolo per il parco. Il commercio dell'avorio, non solo spinge ad un rapido declino del numero degli elefanti ma contribuisce alla mancata sicurezza delle aree. Con armi e munizioni militari, bande criminali uccidono, non solo la fauna del parco, ma anche nelle comunità circostanti.